# Saint-Avit-Sénieur
Pour les articles homonymes, voir Saint-Avit.
Saint-Avit-Sénieur est une commune française située dans le sud du département de la Dordogne, en région Nouvelle-Aquitaine.
Sur le chemin de Saint-Jacques-de-Compostelle qui part de Vézelay, son église a été classée au patrimoine mondial de l'UNESCO.

## Géographie

### Généralités
La commune de Saint-Avit-Sénieur est essentiellement agricole (céréales, tabac, élevage) et touristique (résidences secondaires). Sa caractéristique la plus remarquable est la présence d'une église massive, partiellement fortifiée, jouxtant les vestiges d'une abbaye de chanoines réguliers de saint Augustin.
Situé à proximité de la vallée de la Couze, le petit bourg est situé sur une hauteur, à l'extrémité d'un plateau, limité par deux vallées sèches, sur un site offrant des facilités défensives à l'ouest et au sud.

### Communes limitrophes
Saint-Avit-Sénieur est limitrophe de six autres communes. Au sud-est, son territoire est distant de 700 mètres de celui de Saint-Avit-Rivière.
| Bourniquel              | Molières           | Le Buisson-de-Cadouin   |
| Beaumontois en Périgord | Saint-Avit-Sénieur | Montferrand-du-Périgord |
|                         | Sainte-Croix       |                         |

### Géologie et relief

#### Géologie
Situé sur la plaque nord du Bassin aquitain et bordé à son extrémité nord-est par une frange du Massif central, le département de la Dordogne présente une grande diversité géologique. Les terrains sont disposés en profondeur en strates régulières, témoins d'une sédimentation sur cette ancienne plate-forme marine. Le département peut ainsi être découpé sur le plan géologique en quatre gradins différenciés selon leur âge géologique. Saint-Avit-Sénieur est située dans le troisième gradin à partir du nord-est, un plateau formé de calcaires hétérogènes du Crétacé.
Les couches affleurantes sur le territoire communal sont constituées de formations superficielles du Quaternaire et de roches sédimentaires datant pour certaines du Cénozoïque, et pour d'autres du Mésozoïque. La formation la plus ancienne, notée c5c, date du Campanien 3, une alternance de marnes à glauconie et de calcaires crayo-marneux jaunâtres. La formation la plus récente, notée CFvs, fait partie des formations superficielles de type colluvions carbonatées de vallons secs : sable limoneux à débris calcaires et argile sableuse à débris. Le descriptif de ces couches est détaillé dans  la feuille « no 831 - Belvès » de la carte géologique au 1/50 000 de la France métropolitaine, et sa notice associée.

Carte géologique de Saint-Avit-Sénieur.

#### Relief et paysages

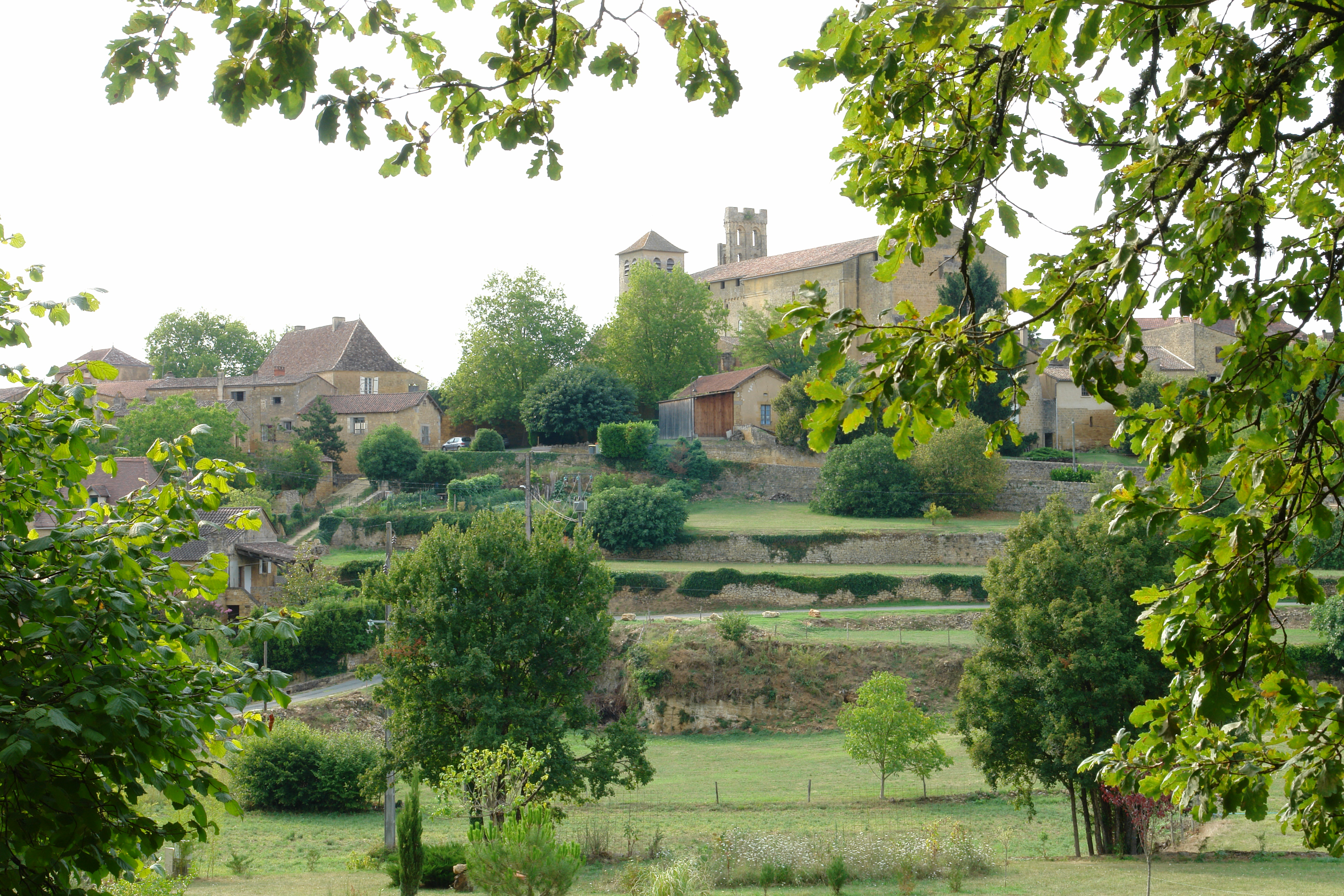
Le village, vu du sud-est.

Le département de la Dordogne se présente comme un vaste plateau incliné du nord-est (491 m, à la forêt de Vieillecour dans le Nontronnais, à Saint-Pierre-de-Frugie) au sud-ouest (2 m à Lamothe-Montravel). L'altitude du territoire communal varie quant à elle entre 61 mètres et 195 mètres,.
Dans le cadre de la Convention européenne du paysage entrée en vigueur en France le 1er juillet 2006, renforcée par la loi du 8 août 2016 pour la reconquête de la biodiversité, de la nature et des paysages, un atlas des paysages de la Dordogne a été élaboré sous maîtrise d’ouvrage de l’État et publié en octobre 2020. Les paysages du département s'organisent en huit unités paysagères,. La commune fait partie du Périgord noir, un paysage vallonné et forestier, qui ne s’ouvre que ponctuellement autour de vallées-couloirs et d’une multitude de clairières de toutes tailles. Il s'étend du nord de la Vézère au sud de la Dordogne (en amont de Lalinde) et est riche d’un patrimoine exceptionnel.
La superficie cadastrale de la commune publiée par l'Insee, qui sert de référence dans toutes les statistiques, est de 23,40 km2,,. La superficie géographique, issue de la BD Topo, composante du Référentiel à grande échelle produit par l'IGN, est quant à elle de 23,35 km2.

### Hydrographie

#### Réseau hydrographique

Réseaux hydrographique et routier de Saint-Avit-Sénieur.

La commune est située dans le bassin de la Dordogne au sein du Bassin Adour-Garonne. Elle est drainée par la Couze, le Roumaguet, le ruisseau de Fonfourcade, le ruisseau de Tournier et par un petit cours d'eau, qui constituent un réseau hydrographique de 25 km de longueur totale,.
La Couze, d'une longueur totale de 30,09 km, prend sa source dans la commune de Pays de Belvès (territoire de l'ancienne commune de Fongalop) et se jette dans la Dordogne en rive gauche à Couze-et-Saint-Front, face à Lalinde,. Elle arrose la commune au sud et à l'ouest sur neuf kilomètres, lui servant sur presque tout son cours de limite territoriale, face à Montferrand-du-Périgord, Sainte-Croix et Beaumontois en Périgord.
Trois affluents de rive droite de la Couze baignent le territoire communal :
- le Roumaguet borde la commune au nord sur cinq kilomètres et demi, face à Molières et Bourniquel ;
- le ruisseau de Fonfourcade traverse la commune du nord-est à l'ouest sur cinq kilomètres et demi dont 750 mètres en limite du Buisson-de-Cadouin ;
- le ruisseau de Tournier marque la limite communale au sud-est sur près d'un kilomètre et demi, face à Montferrand-du-Périgord.

#### Gestion et qualité des eaux
Le territoire communal est couvert par le schéma d'aménagement et de gestion des eaux (SAGE) « Dordogne Atlantique ». Ce document de planification, dont le territoire correspond au sous‐bassin le plus aval du bassin versant de la Dordogne (aval de la confluence Dordogne - Vézère)., d'une superficie de 2 700 km2 est en cours d'élaboration. La structure porteuse de l'élaboration et de la mise en œuvre est l'établissement public territorial de bassin de la Dordogne (EPIDOR). Il définit sur son territoire les objectifs généraux d’utilisation, de mise en valeur et de protection quantitative et qualitative des ressources en eau superficielle et souterraine, en respect des objectifs de qualité définis dans le troisième SDAGE  du Bassin Adour-Garonne qui couvre la période 2022-2027, approuvé le 10 mars 2022.
La qualité des eaux de baignade et des cours d’eau peut être consultée sur un site dédié géré par les agences de l’eau et l’Agence française pour la biodiversité.

### Climat
Pour des articles plus généraux, voir Climat de la Nouvelle-Aquitaine et Climat de la Dordogne.
Historiquement, la commune est exposée à un climat océanique aquitain.  
En 2020, Météo-France publie une typologie des climats de la France métropolitaine dans laquelle la commune est exposée à un climat océanique altéré et est dans la région climatique  Aquitaine, Gascogne, caractérisée par une pluviométrie abondante au printemps, modérée en automne, un faible ensoleillement au printemps, un été chaud (19,5 °C), des vents faibles, des brouillards fréquents en automne et en hiver et des orages fréquents en été (15 à 20 jours).
Pour la période 1971-2000, la température annuelle moyenne est de 12,6 °C, avec  une amplitude thermique annuelle de 15,4 °C. Le cumul annuel moyen de précipitations est de 894 mm, avec 11,7 jours de précipitations en janvier et 7,1 jours en juillet. Pour la période 1991-2020, la température moyenne annuelle observée sur la station météorologique la plus proche, située sur la commune de Pays de Belvès à 15 km à vol d'oiseau, est de 13,0 °C et le cumul annuel moyen de précipitations est de 888,2 mm,. Pour l'avenir, les paramètres climatiques de la commune estimés pour 2050 selon différents scénarios d’émission de gaz à effet de serre sont consultables sur un site dédié publié par Météo-France en novembre 2022.

## Urbanisme

### Typologie
Au 1er janvier 2024, Saint-Avit-Sénieur est catégorisée commune rurale à habitat très dispersé, selon la nouvelle grille communale de densité à 7 niveaux définie par l'Insee en 2022.
Elle est située hors unité urbaine et hors attraction des villes,.

### Occupation des sols
L'occupation des sols de la commune, telle qu'elle ressort de la base de données européenne d’occupation biophysique des sols Corine Land Cover (CLC), est marquée par l'importance des territoires agricoles (58,1 % en 2018), en augmentation par rapport à 1990 (56,3 %). La répartition détaillée en 2018 est la suivante : 
forêts (41,9 %), zones agricoles hétérogènes (37,4 %), prairies (20,7 %). L'évolution de l’occupation des sols de la commune et de ses infrastructures peut être observée sur les différentes représentations cartographiques du territoire : la carte de Cassini (XVIIIe siècle), la carte d'état-major (1820-1866) et les cartes ou photos aériennes de l'IGN pour la période actuelle (1950 à aujourd'hui).

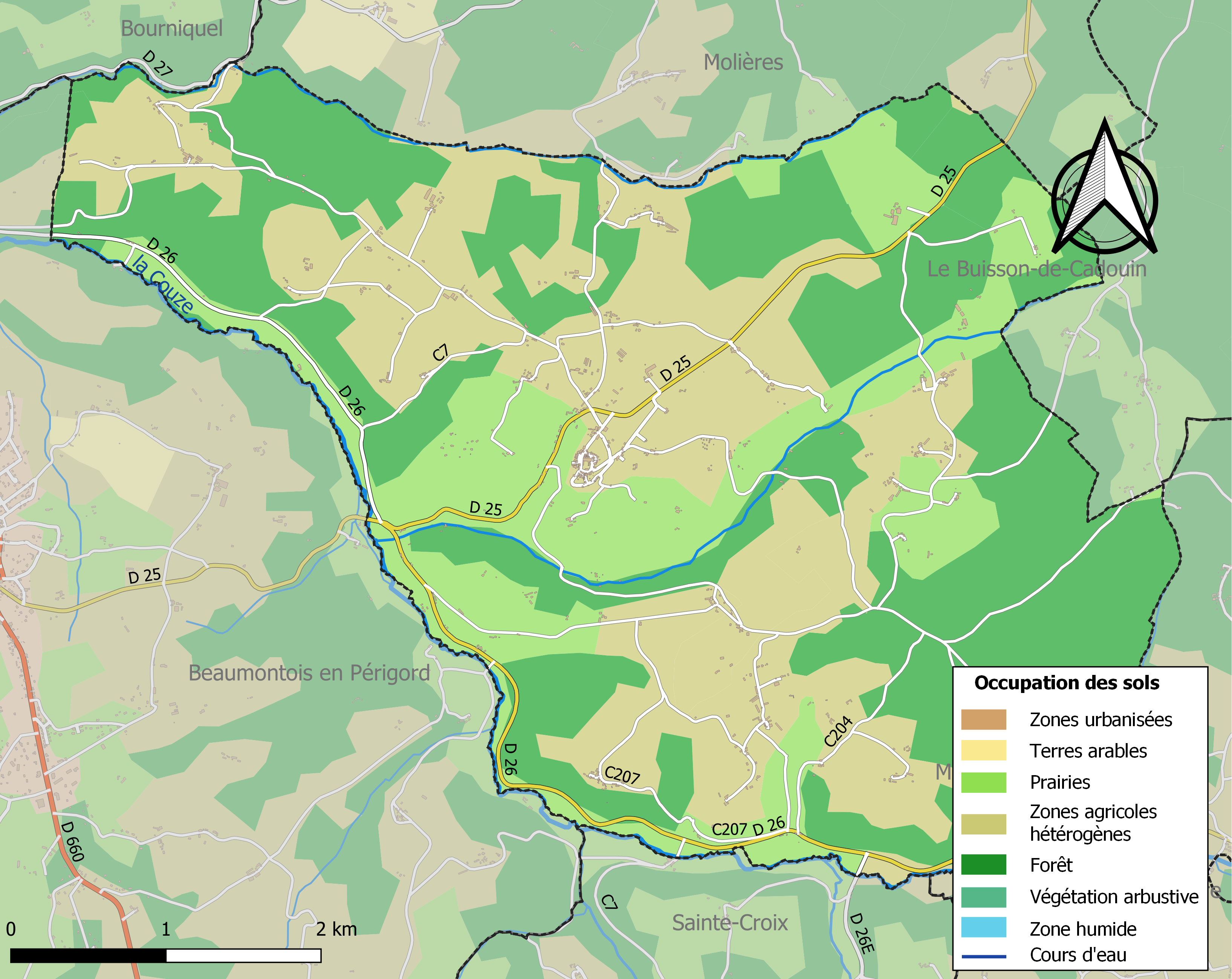
Carte des infrastructures et de l'occupation des sols de la commune en 2018 (CLC).

### Prévention des risques
Le territoire de la commune de Saint-Avit-Sénieur est vulnérable à différents aléas naturels : météorologiques (tempête, orage, neige, grand froid, canicule ou sécheresse), inondations, feux de forêts, mouvements de terrains et séisme (sismicité très faible). Un site publié par le BRGM permet d'évaluer simplement et rapidement les risques d'un bien localisé soit par son adresse soit par le numéro de sa parcelle.
Certaines parties du territoire communal sont susceptibles d’être affectées par le risque d’inondation par débordement de cours d'eau, notamment la Couze. La commune a été reconnue en état de catastrophe naturelle au titre des dommages causés par les inondations et coulées de boue survenues en 1982, 1999, 2007, 2008 et 2018,.
Saint-Avit-Sénieur est exposée au risque de feu de forêt. L’arrêté préfectoral du 14 mars 2013 fixe les conditions de pratique des incinérations et de brûlage dans un objectif de réduire le risque de départs d’incendie. À ce titre, des périodes sont déterminées : interdiction totale du 15 février au 15 mai et du 15 juin au 15 octobre, utilisation réglementée du 16 mai au 14 juin et du 16 octobre au 14 février. En septembre 2020, un plan inter-départemental de protection des forêts contre les incendies (PidPFCI) a été adopté pour la période 2019-2029,.

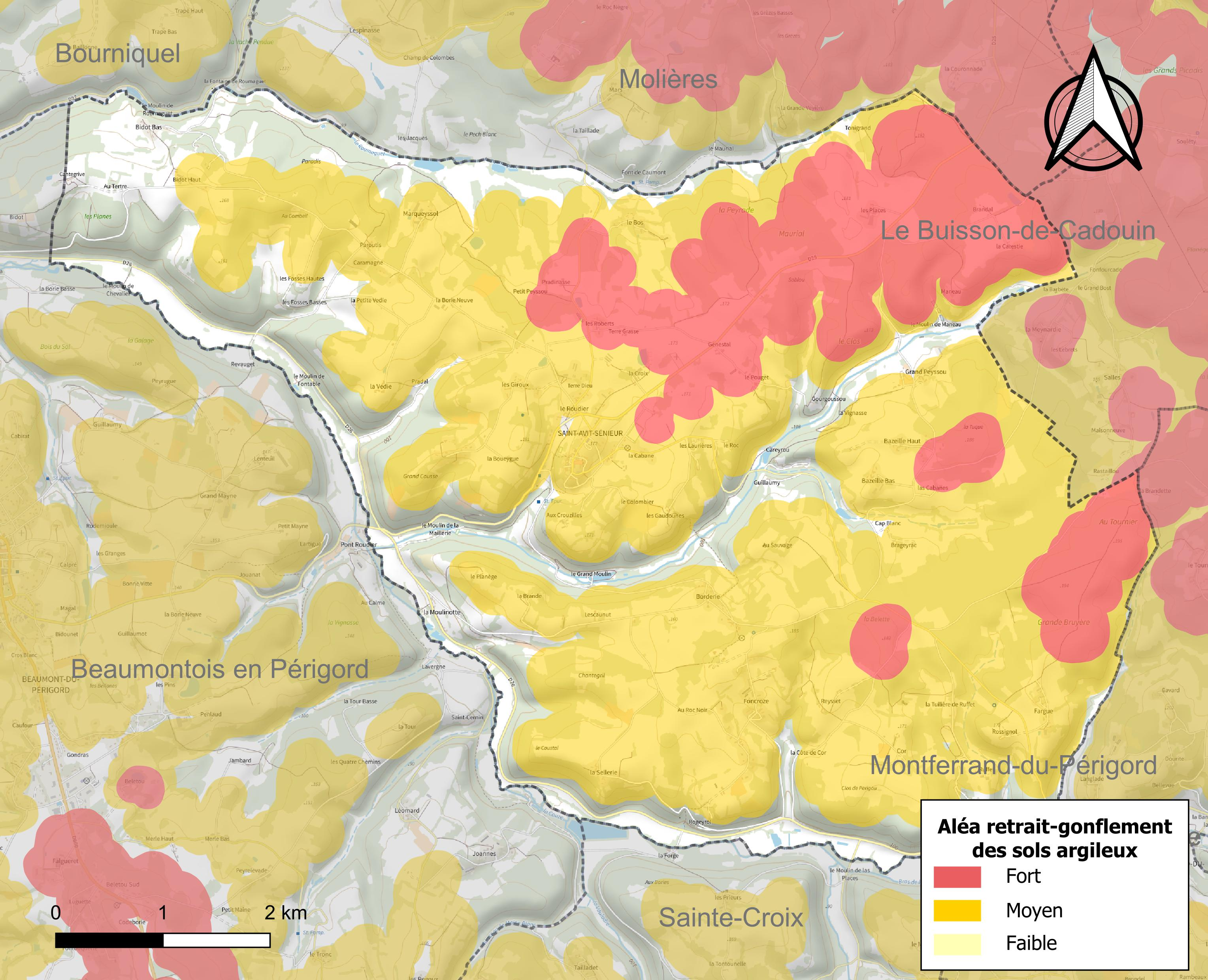
Carte des zones d'aléa retrait-gonflement des sols argileux de Saint-Avit-Sénieur.

Les mouvements de terrains susceptibles de se produire sur la commune sont des tassements différentiels. Le retrait-gonflement des sols argileux est susceptible d'engendrer des dommages importants aux bâtiments en cas d’alternance de périodes de sécheresse et de pluie. 74,7 % de la superficie communale est en aléa moyen ou fort (58,6 % au niveau départemental et 48,5 % au niveau national métropolitain). Depuis le 1er octobre 2020, en application de la loi ÉLAN, différentes contraintes s'imposent aux vendeurs, maîtres d'ouvrages ou constructeurs de biens situés dans une zone classée en aléa moyen ou fort,.
La commune a été reconnue en état de catastrophe naturelle au titre des dommages causés par la sécheresse en 2005 et 2011 et par des mouvements de terrain en 1999.

## Toponymie
Autrefois, l'endroit était appelé « mont Dauriac », avant d'être rebaptisé du nom du saint qui y vécut.
L'église massive a été édifiée aux XIe et XIIe siècles en l'honneur de saint Avit (ou « Avitus »), un ermite mort en 570, qui a donné son nom au village (le mot sénieur vient du latin senior, l'ancien).
La commune a été créée sous le nom de Montavis en 1790, et a été orthographiée Saint-Avit-Senieur en 1801.
En occitan, la commune porte le nom de Sench Avit Senhor.

## Histoire

### Préhistoire
Dans la vallée de la Couze, à la limite de la commune de Montferrand-du-Périgord, le site de Combe-Capelle a été occupé pendant une partie du Paléolithique supérieur.
Sur ce site ont été retrouvés en 1908 par O. Hauser les vestiges d'un sapiens sapiens avec des caractères archaïques, dit « homme de Combe-Capelle ». Sa nature exacte est discutée. Certains ont vu en lui le résultat d'une évolution sur place de l'homme de Néandertal.

### Légende d'Avitus
Un récit hagiographique rédigé par une personne liée à l'abbaye Saint-Martial de Limoges au XIe siècle raconte la vie d'Avitus.
Ce jeune aristocrate de Lanquais est enrôlé contre son gré dans l’armée des Wisigoths pour affronter l’armée franque de Clovis, déterminé à conquérir le Sud Ouest.
À la bataille de Vouillé en 507, Avitus, prisonnier des Francs, se convertit au christianisme. Libéré, une vision lui aurait ordonné de se rendre en Périgord, au mont Dauriac, afin de détruire un temple païen où étaient vénérées, dit-on, des milliers d'idoles. Le temple se serait effondré d'une simple prière du saint.
Devenu par la suite thaumaturge et guérisseur, il mène une vie de réclusion, construit une chapelle ("Notre-Dame-du-Val") et meurt en 570.
« Notre-Dame-du-Val » a subsisté jusqu'au IXe ou Xe siècle, probablement détruite par les Normands. Le bénitier actuel de l'abbatiale, daté du IXe siècle, pourrait avoir été l'autel de cette église.
Les restes de saint Avit ont dû être transférés, à l'occasion des incursions normandes, dans une église (aujourd'hui disparue) située au hameau de Saint-Cernin (commune actuelle de Labouquerie) : une épitaphe lapidaire retrouvée dans les ruines de cette église au XIXe siècle mentionne le nom d' "Avit, confesseur du Christ".
Une inscription découverte en 1978 sur le pilier nord-est de l'avant-chœur de l'église actuelle relate le transfert du corps de saint Avit en 1118 : "L'an mille cent trois fois six sur ce mont a été transféré le corps de saint Avit".

### Prospérité du prieuré (XIe–XIVesiècles)
Une première église romane est édifiée au XIe siècle sur l'emplacement de l'église actuelle.
Une bulle pontificale de 1096 mentionne que Saint-Avit relève de Saint-Sernin de Toulouse qui est à la tête de la réforme grégorienne dans le Sud-Ouest.
Le village connait une affluence de pèlerins de Saint-Jacques-de-Compostelle en raison de sa situation sur le chemin qui part de Vézelay et de la notoriété de saint Avit. Le passage des pèlerins est attesté par des objets (coquilles Saint-Jacques par exemple) retrouvés lors des fouilles du cloître durant les années 1960. Une deuxième église romane, plus vaste, est donc construite fin XIe - début XIIe siècle : il s'agit de l'église actuelle.
En 1120, le cartulaire de l'abbaye cistercienne de Cadouin rapporte que sept chanoines vivaient à Saint-Avit.
Aux XIIe et XIIIe siècles, le village a probablement connu des destructions comme l'indiquent les traces d'incendie visibles sur une grande partie des murs (aspect rubéfié des murs du cloître et du mur sud de l'église). Cet incendie est antérieur à 1525, date de construction du renfort extérieur de la pile sud-ouest de l'avant-chœur : ce renfort date en effet de 1525 et est indemne de traces d'incendie.
En 1214, la tradition orale rapporte que les albigeois auraient saccagé l'abbaye. L'influence cathare a atteint la vallée de la Dordogne comme l'atteste le passé du château de Castelnaud. Le ou les incendies seraient-ils plutôt dus au passage de troupes anglaises et françaises pendant le conflit franco-anglais ? La frontière fluctuait en Périgord et dans l'Agenais, selon que les seigneurs locaux étaient vassaux de l'un ou l'autre souverain, et les querelles ne devaient pas manquer pour récupérer tel ou tel fief.En 1277 et 1280, peut-être à la suite de l'incendie, le roi de France Philippe III le Hardi ordonne la fortification du bourg.
En 1295, un texte affirme que 27 personnes vivaient au monastère. D'après une bulle pontificale de 1312, le prieuré étendait ses propriétés et percevait des redevances sur au moins 13 paroisses.

### Déclin (XIVe–XVIIIesiècles)
En 1442, la tradition rapporte que les Anglais, au cours de la guerre de Cent Ans, auraient détruit le monastère et le village. Ceci est plausible : lors des fouilles du puits du cloître, on a en effet retrouvé des boulets de pierre similaires à ceux utilisés pour les machines de siège. Ces boulets datent nécessairement d'avant 1450 puisqu'on utilisait des boulets en fonte par la suite.
En 1577, au cours des guerres de religion, le seigneur de Commarque pénètre dans le monastère et, avec l'aide des protestants, tue ou emprisonne les chanoines, démolit le clocher nord-ouest, le chevet, le fort, et les murs sud-est du monastère afin de mettre l'abbaye hors d'état de se défendre. Le seigneur de Commarque était connu des moines qui lui ont ouvert les portes sans méfiance. Il venait en fait pour se faire rembourser une dette sur le conseil du futur Henri IV.
Malgré des travaux de réfection (chevet), le prieuré ne se remettra jamais de ces destructions : en 1695, le chapitre des chanoines est supprimé.

### Période contemporaine
Le village est affecté par l'exode rural : de 1856 à 1990, sa population passe de 1480 à 365 habitants, puis remonte légèrement depuis cette date (456 habitants en 2011).
- Restaurations de l'église

L’église est classée au titre des monuments historiques en 1862. À la fin du XIXe siècle, l'église est restaurée par l'architecte des monuments historiques, Henri Rapine, parfois avec excès (crénelage sous la toiture).
Des fouilles archéologiques menées par Paul Fitte (cf. infra, personnalités) dans les années 1960 ont mis au jour des tuiles canal comme en employaient les Romains et qui pourraient être celles du temple gallo-romain de la légende.
La fragilisation des voûtes de l'église a nécessité la pose d'échafaudages de soutien en 1979 et la fermeture de l'accès à la nef. Une importante campagne de restauration a été menée dans les années 1990 (sous la direction des architectes Y-M. Froideveaux, B. Fonquernie et Ph. Oudin) qui a permis la réouverture de l'église. Elle a également révélé la présence de peintures murales (dont un saint Christophe) et, sur la voûte et une partie des murs, d'un motif décoratif constitué d'entrelacs rouges sur fond jaune.
À la suite de cette campagne de restauration, l'église a été classée au patrimoine mondial par l'UNESCO en 1998 au titre de sa situation sur les chemins de Saint-Jacques-de-Compostelle.
- Travaux de réaménagement du bourg

Précédé de travaux portant sur l'assainissement (réseau de collecte et unité de traitement des eaux usées) et d'un transfert de la mairie de l'hospice vers la place Léo Testut, un réaménagement de la voirie, des espaces verts et de l'éclairage du bourg intervient en 2013-2014, en vue d'une mise en valeur touristique.

## Politique et administration

### Rattachements administratifs et électoraux
Dès 1790, la commune de Saint-Avit-Sénieur a été rattachée au canton de Beaumont qui dépendait du district de Belvès jusqu'en 1795, date de suppression des districts. En 1801, le canton est rattaché à l'arrondissement de Bergerac.
Dans le cadre de la réforme de 2014 définie par le décret du 21 février 2014, ce canton disparaît aux élections départementales de mars 2015. La commune est alors rattachée au canton de Lalinde.

### Intercommunalité
La commune a été membre de la communauté de communes du Pays beaumontois depuis sa création en 1995 jusqu'en 2012, date de sa dissolution. Depuis le 1er janvier 2013, elle est membre de la communauté de communes des bastides Dordogne-Périgord, dont le siège social est situé à Lalinde. Elle dispose d'un siège au conseil communautaire.

### Administration municipale
La population de la commune étant comprise entre 100 et 499 habitants au recensement de 2017, onze conseillers municipaux ont été élus en 2020,.

### Liste des maires

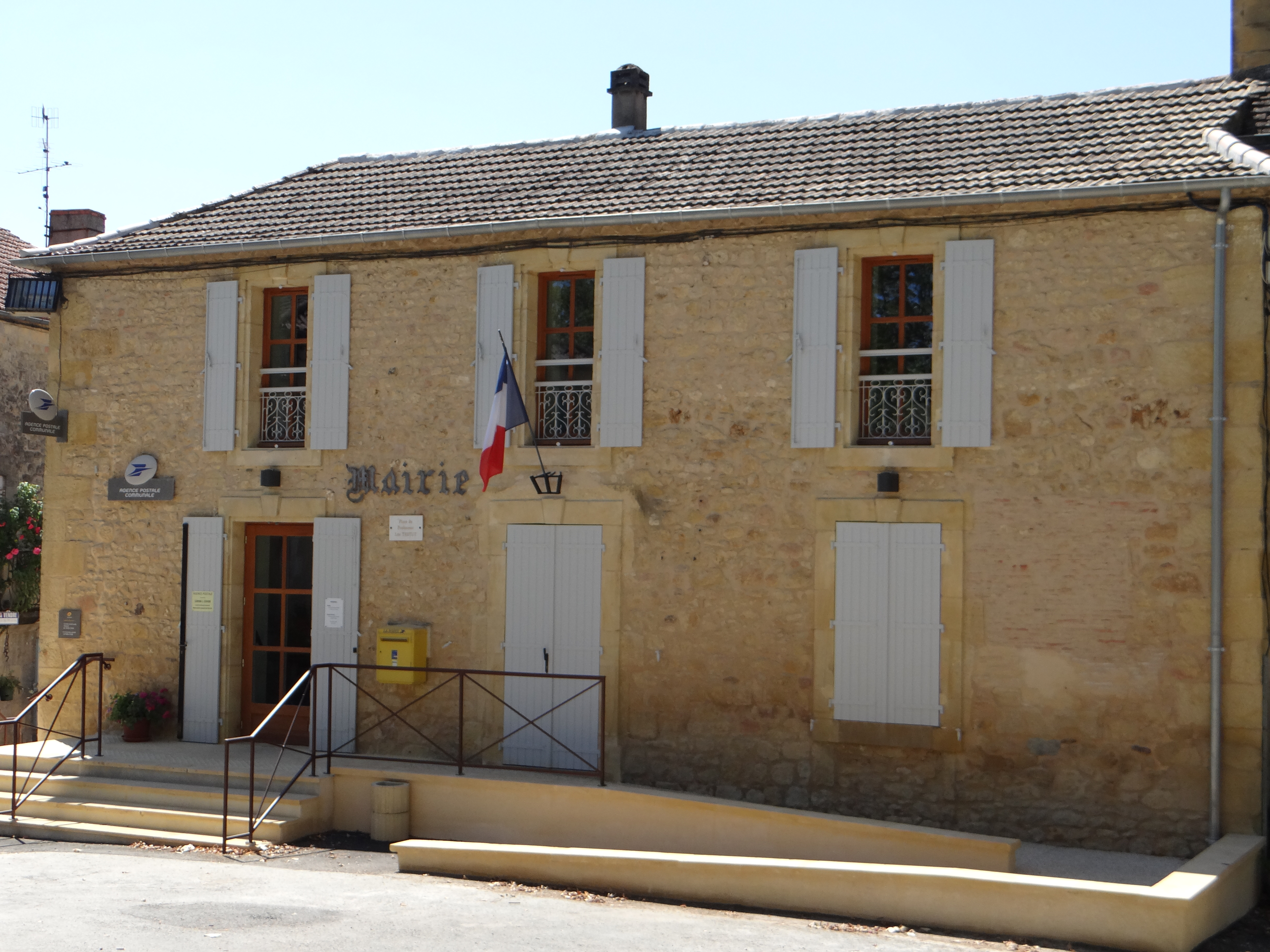
La mairie, place Léo Testut.

## Équipements et services publics

### Enseignement
Saint-Avit-Sénieur et Montferrand-du-Périgord sont organisées en regroupement pédagogique intercommunal (RPI) au niveau des classes de maternelle et de primaire.

### Santé
Médecins généralistes à Beaumont-du-Périgord (5 km). Hôpital à Bergerac (32 km).

### Justice
Dans le domaine judiciaire, Saint-Avit-Sénieur relève : 
- du tribunal judiciaire, du tribunal pour enfants, du conseil de prud'hommes et du tribunal de commerce de Bergerac ;
- du pôle Nationalité du tribunal judiciaire de Périgueux (compétent uniquement dans le domaine de la nationalité) ;
- de la cour d'appel, du tribunal administratif et de la  cour administrative d'appel de Bordeaux.

## Population et société

### Démographie

#### Évolution démographique
Les habitants de Saint-Avit-Sénieur se nomment les Saint-Avitois.
L'évolution du nombre d'habitants est connue à travers les recensements de la population effectués dans la commune depuis 1793. Pour les communes de moins de 10 000 habitants, une enquête de recensement portant sur toute la population est réalisée tous les cinq ans, les populations de référence des années intermédiaires étant quant à elles estimées par interpolation ou extrapolation. Pour la commune, le premier recensement exhaustif entrant dans le cadre du nouveau dispositif a été réalisé en 2008.

En 2022, la commune comptait 416 habitants, en évolution de −8,97 % par rapport à 2016 (Dordogne : +0,37 %, France hors Mayotte : +2,11 %).
| 1793  | 1800  | 1806  | 1821  | 1831  | 1836  | 1841  | 1846  | 1851  |
| ----- | ----- | ----- | ----- | ----- | ----- | ----- | ----- | ----- |
| 1 121 | 1 032 | 1 122 | 1 197 | 1 207 | 1 203 | 1 374 | 1 450 | 1 475 |

| 1856  | 1861  | 1866  | 1872  | 1876  | 1881  | 1886  | 1891  | 1896  |
| ----- | ----- | ----- | ----- | ----- | ----- | ----- | ----- | ----- |
| 1 480 | 1 456 | 1 345 | 1 272 | 1 225 | 1 212 | 1 134 | 1 081 | 1 009 |

| 1901 | 1906 | 1911 | 1921 | 1926 | 1931 | 1936 | 1946 | 1954 |
| ---- | ---- | ---- | ---- | ---- | ---- | ---- | ---- | ---- |
| 951  | 870  | 853  | 721  | 706  | 645  | 634  | 586  | 518  |

| 1962 | 1968 | 1975 | 1982 | 1990 | 1999 | 2006 | 2008 | 2013 |
| ---- | ---- | ---- | ---- | ---- | ---- | ---- | ---- | ---- |
| 506  | 464  | 394  | 385  | 365  | 403  | 432  | 440  | 465  |

| 2018 | 2022 | - | - | - | - | - | - | - |
| ---- | ---- | - | - | - | - | - | - | - |
| 422  | 416  | - | - | - | - | - | - | - |

##### Remarques
Le maximum de la population a été atteint en 1856 avec 1 480 habitants. La population a diminué jusque dans les années 1980 en raison de l'exode rural et augmente à nouveau depuis les années 1990, probablement sous l'effet du phénomène de rurbanisation : installation d'actifs travaillant localement dans le secteur du tourisme ou des services, arrivée de retraités (notamment des ressortissants britanniques, grâce aux liaisons aériennes directes entre Bergerac et le Royaume-Uni).

#### Pyramide des âges
La population de la commune est relativement âgée.
En 2018, le taux de personnes d'un âge inférieur à 30 ans s'élève à 22,3 %, soit en dessous de la moyenne départementale (27,1 %). À l'inverse, le taux de personnes d'âge supérieur à 60 ans est de 39,5 % la même année, alors qu'il est de 36,5 % au niveau départemental.
En 2018, la commune comptait 217 hommes pour 205 femmes, soit un taux de 51,42 % d'hommes, largement supérieur au taux départemental (48,18 %).
Les pyramides des âges de la commune et du département s'établissent comme suit.
| Hommes | Classe d’âge | Femmes |
| ------ | ------------ | ------ |
| 0,5    | 90 ou +      | 2,4    |
| 10,1   | 75-89 ans    | 13,2   |
| 25,3   | 60-74 ans    | 27,8   |
| 27,6   | 45-59 ans    | 27,8   |
| 10,6   | 30-44 ans    | 10,2   |
| 11,1   | 15-29 ans    | 6,8    |
| 14,7   | 0-14 ans     | 11,7   |

| Hommes | Classe d’âge | Femmes |
| ------ | ------------ | ------ |
| 1,2    | 90 ou +      | 2,9    |
| 10,6   | 75-89 ans    | 13,4   |
| 23,6   | 60-74 ans    | 23,7   |
| 20,9   | 45-59 ans    | 20,7   |
| 15,5   | 30-44 ans    | 14,8   |
| 13,5   | 15-29 ans    | 11,6   |
| 14,8   | 0-14 ans     | 12,9   |

### Manifestations culturelles et festivités
- Fête des battages et des traditions rurales les années impaires, le deuxième dimanche d'août (démonstration de machines agricoles anciennes notamment).
- Depuis 2008, au mois d'août, exposition d'œuvres de divers artistes (céramique, dessin, peinture, photographie, etc.) pour mettre à l'honneur « les arts visuels en milieu rural »[58].
- Fête votive le dernier week-end de septembre.

## Économie
Parmi les productions agricoles de la commune, on peut citer les céréales, le tabac (nombreux séchoirs à tabac), le maïs, l'élevage.
La commune bénéficie également du développement du tourisme dans le département. Les centres d'intérêt touristiques sont proches : vallée de la Dordogne (à 10 km), bastides de Beaumont-du-Périgord et de Monpazier. La commune est à mi-chemin du Périgord pourpre (Bergerac, à 33 km) et du Périgord noir (Sarlat, à 45 km). L'offre d'hébergement s'est développée depuis les années 1980. La commune propose des activités touristiques durant l'été : fête des battages, brocantes, marchés, ateliers d'art, expositions. Nombreuses résidences secondaires (91 sur 320 logements au recensement 2007).
Sur le plan des transports, les gares les plus proches sont situées à Lalinde (10 km) et Le Buisson-de-Cadouin (15 km). La commune bénéficie également, comme l'ensemble de l'arrondissement, des retombées économiques de l'aéroport de Bergerac (liaisons low-cost avec le Royaume-Uni, la Belgique et les Pays-Bas).
La commune souffre toutefois d'un relatif éloignement des centres économiques du département (Bergerac 33 km, Périgueux 65 km) ou de la région (Bordeaux 137 km).

### Emploi
En 2015, parmi la population communale comprise entre 15 et 64 ans, les actifs représentent 191 personnes, soit 40,3 % de la population municipale. Le nombre de chômeurs (vingt-sept) a augmenté par rapport à 2010 (seize) et le taux de chômage de cette population active s'établit à 14,0 %.

### Établissements
Au 31 décembre 2015, la commune compte cinquante-cinq établissements, dont vingt-quatre au niveau des commerces, transports ou services, treize dans l'agriculture, la sylviculture ou la pêche, huit dans la construction, sept dans l'industrie, et trois relatifs au secteur administratif, à l'enseignement, à la santé ou à l'action sociale.

## Culture locale et patrimoine

### Lieux et monuments

#### Église

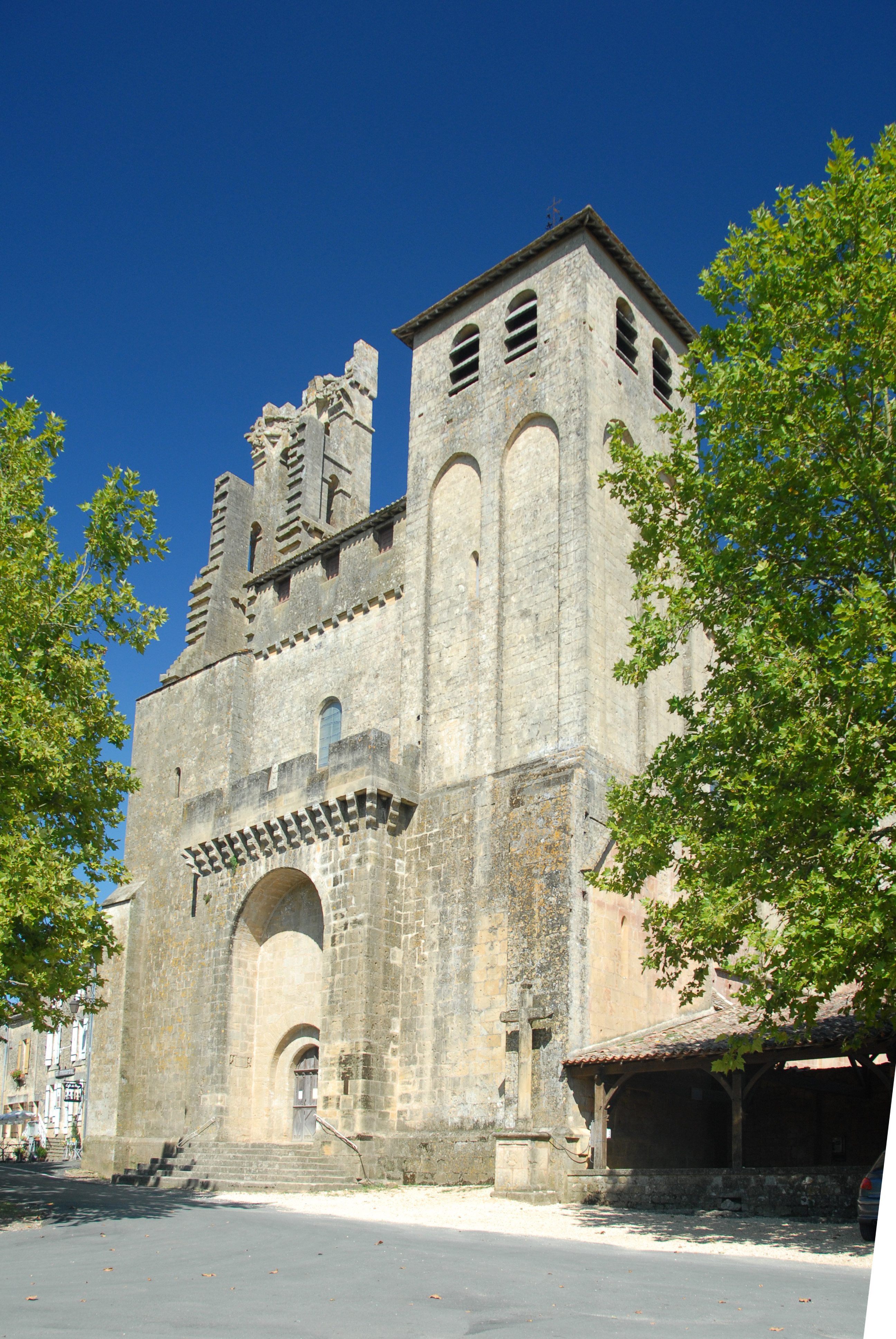
Église de Saint-Avit-Sénieur - façade ouest.

Sur le site de l'église actuelle, une première église, probablement construite par des moines bénédictins, a existé jusqu'au milieu du XIe siècle. Son seul vestige est une partie de son mur sud, qui a été intégrée dans le mur de l'église actuelle.
L'église actuelle a été élevée à l'époque romane, fin XIe - début XIIe siècle. Début XIIe siècle, le corps de saint Avit y a été transféré comme l'atteste une inscription lapidaire sur le pilier nord-est de l'avant-chœur.
La construction de cette deuxième église a été effectuée par des chanoines augustiniens. La taille de l'église (51 m x 23 m) s'explique essentiellement par la notoriété du saint et la situation du village sur le chemin de Saint-Jacques-de-Compostelle qui part de Vézelay. L'église a été classée à ce titre au patrimoine mondial de l'UNESCO en 1998.

##### Extérieur
- Façade ouest

L'entrée est surmontée d'un crénelage et de deux clochers datant du XIIIe siècle. Le clocher nord a été partiellement détruit au cours des guerres de religion.
- Mur sud

Ce mur est accolé aux ruines du cloître. Il présente de façon nette des traces rouges d'un incendie. Deux traditions orales attribuent cet incendie soit aux albigeois en 1214, soit aux Anglais en 1442, pendant la guerre de Cent Ans (cf. supra, section Histoire).
- Abside est

Au pied de l'abside se trouvent quelques tombes vides de moines ou d'aristocrates.

##### Intérieur

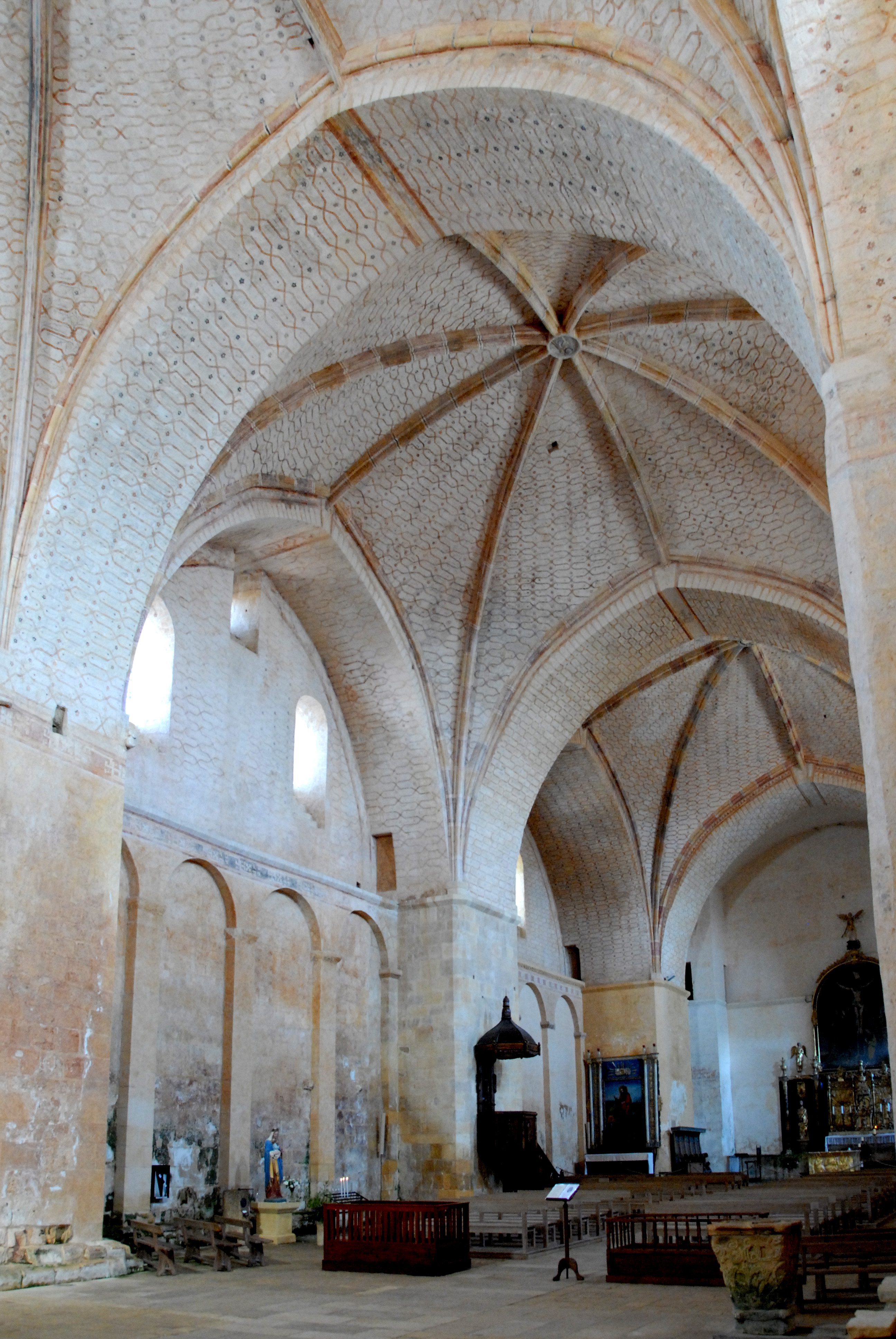
L'intérieur de l'église.

Le plan intérieur est formé de trois travées carrées délimitées par des piliers massifs qui étaient probablement prévus pour soutenir des coupoles.
À leur place se dresse une voûte sur croisée d'ogives de type angevin. Elle ne présente pas les marques rouges caractéristiques de l'incendie du XIIIe siècle qui a détruit la première voûte, au contraire des murs et des piliers de soutien.
Le bâtiment a donc pu être, à ses débuts et jusqu'à l'incendie du XIIIe siècle qui l'a partiellement détruit, recouvert de coupoles, à l'instar de l'église Saint-Étienne-de-la-Cité de Périgueux ou de la cathédrale Saint-Étienne de Cahors. À cause de l'utilisation du bois pour les échafaudages, ces coupoles étaient peut-être en cours de construction quand l'incendie s'est déclaré.
L'incendie a abîmé les sculptures en bas-relief romanes, visibles en particulier dans l'avant-chœur.
Les trois clés de voûte représentent, d'ouest en est, une main bénissant, un personnage debout et un agneau pascal.
Sur l'ensemble des murs et des voûtes a été peint au XIIIe ou au début du XIVe siècle un décor gothique (entrelacs rouges sur fond jaune). Sur le mur sud de la deuxième travée s'observent des peintures du XIVe siècle qui s'inspirent apparemment de motifs de tissus orientaux. Sur la pile entre la première et la deuxième travée est peint un Saint-Christophe portant le Christ sur ses épaules.
Le bénitier à l'entrée est daté du IXe siècle. Il peut s'agir d'un vestige de l'église Notre-Dame-du-Val. L'autel doré est contemporain (fin XXe siècle). Adossé à un chevet plat postérieur aux guerres de religion se dresse un retable baroque (XVIIIe siècle).

#### Ruines de l'abbaye

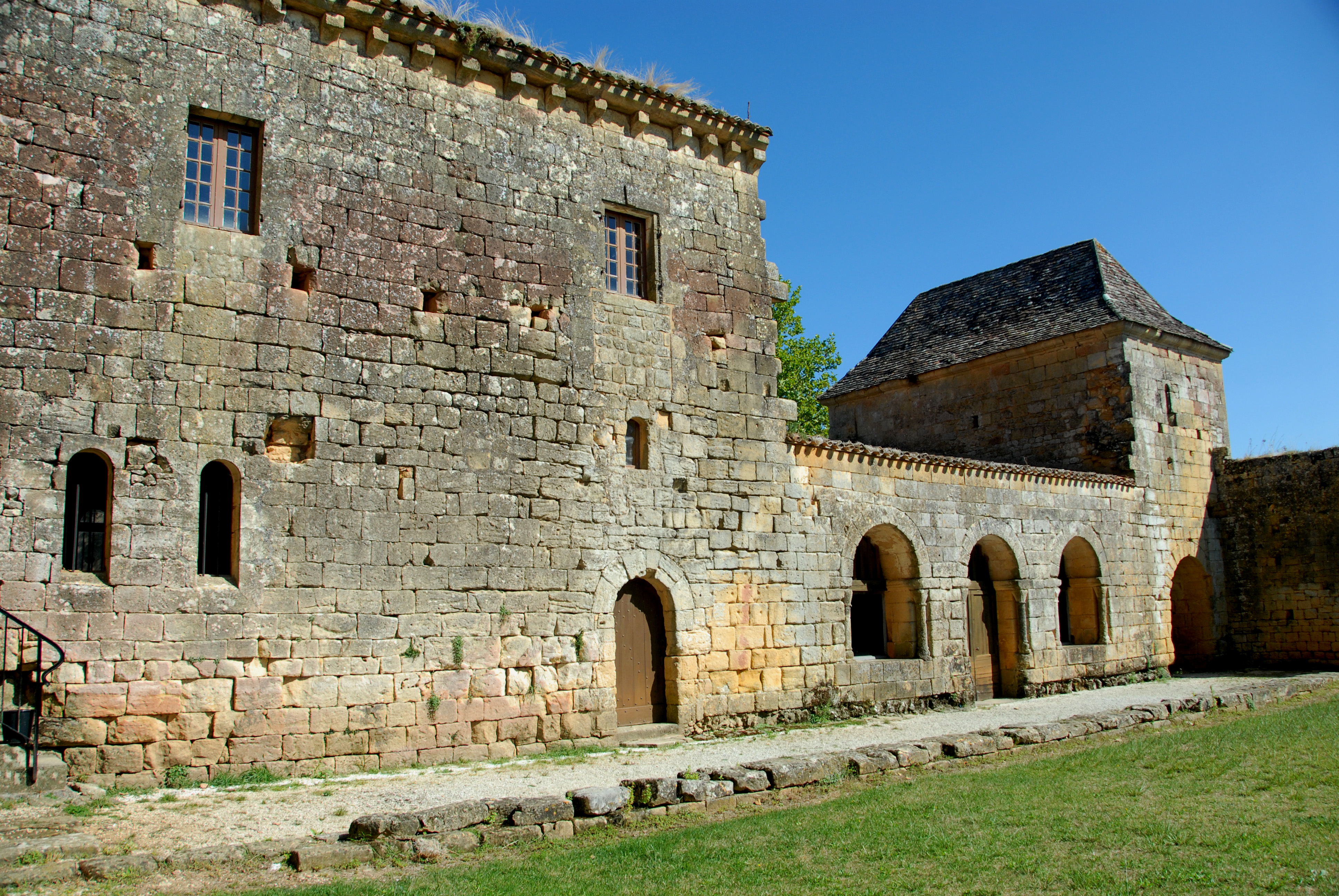
Salle capitulaire (rez-de-chaussée, à droite) et ancien dortoir des moines (étage, à gauche).

- Du cloître augustinien accolé au mur sud de l'église, il ne reste que les murs extérieurs (sur lesquels on remarque les emplacements pour les poutres de la charpente du cloître), la base d'un muret intérieur ainsi que le puits. Le cloître a servi de cimetière de 1659 à 1923.
- La salle capitulaire subsiste. Dans celle-ci est installé un petit musée archéologique présentant des éléments du cloître découverts lors de fouilles effectuées dans les années 1960, notamment des  bordures de piliers ou de chapiteaux, des blocs représentant les signes astrologiques, les cavaliers et les vieillards de l'Apocalypse. Le style de ces sculptures montre l'influence du Quercy (Moissac notamment) et du Toulousain.
- Subsistent également le porche d'entrée est, la sacristie (à côté de l'église) et une partie du dortoir des moines (au-dessus de la sacristie). Celui-ci présente les collections d'un petit musée géologique (legs de Jean Capelle).
- Au sud se dresse un ancien presbytère du XVIIe siècle servant de lieu d'expositions temporaires. L'étage supérieur s'élève sur un rez-de-chaussée probablement plus ancien.
- Près du mur sud du cloître se trouvent les fondations des pièces qui ont pu être, si on se réfère au plan traditionnel des abbayes, les cuisines (restes d'un four à pain), le réfectoire, un scriptorium, le cellier (aujourd'hui couvert d'une halle). Des vestiges de murs de fortifications entourent le presbytère. À l'ouest du presbytère se trouvent encore d'autres fondations qui ont pu être celles d'habitations.

#### Place du fort

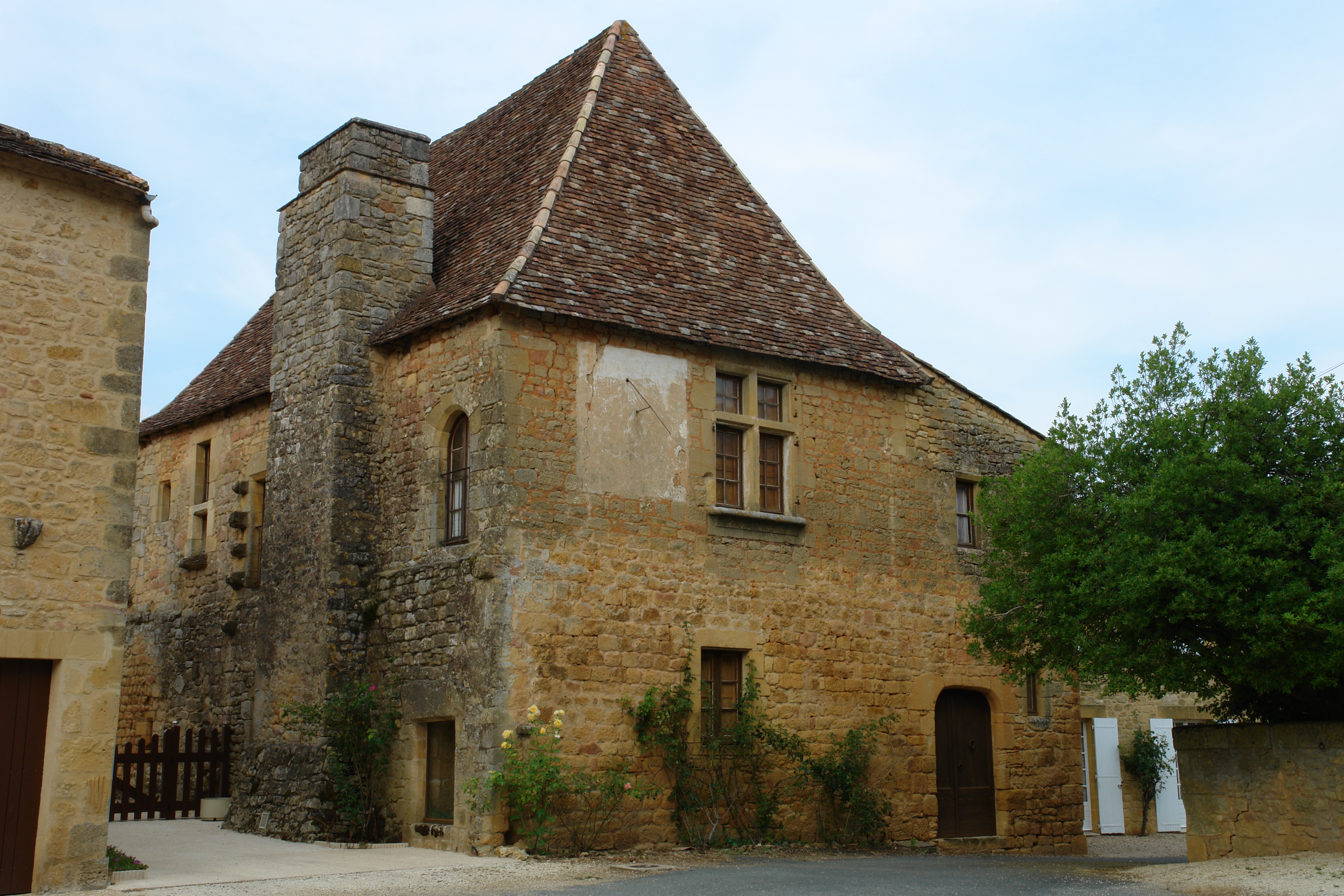
Place du fort : maison au cadran solaire.

Située au nord de l'église, cette place présente des maisons anciennes à fenêtres gothiques ou Renaissance, un cadran solaire sur le mur d'une maison, ainsi qu'un fragment du mur d'enceinte du XIVe siècle. La maison située à gauche du rempart porte l'inscription « Chanoine Fadelpech 1628 ».

#### Hospice
À l'ouest de l'abbaye, à gauche de la mairie, se trouve un ancien hospice (sp|XII|e|ou|XIII|e) pour les pèlerins, dont ne subsistaient au début du XXe siècle que les murs ouest et nord (fenêtres à meneaux).
L'hospice donne sur une esplanade offrant une vue sur la vallée et sur la grotte (cachée derrière les feuillages à flanc de falaise, en face) où Avitus a peut-être vécu. On aperçoit également un lavoir alimenté par une source où l'ermite aurait pu, autrefois, s'abreuver.
À l'ouest et au sud de l'esplanade, des jardins en terrasse, soutenus par des murets régulièrement rénovés, ont pu être cultivés par les chanoines.

### Cinéma et télévision
La ville de Saint-Avit-Sénieur a été le décor d'un tournage pour la série Draculi & Gandolfi de Guillaume Sanjorge.

### Personnalités liées à la commune
- Jean André Delpit (1770-1834), né à Saint-Avit-Sénieur, membre du Conseil des Cinq-Cents.
- Léo Testut (1849-1925), né à Saint-Avit-Sénieur, médecin (études à Bordeaux), auteur d'un Traité d'anatomie humaine illustré en 4 volumes qui fit référence. Son buste se dresse sur la place du même nom.
- Jean Capelle (1909-1983), normalien, agrégé de mathématiques, recteur d'académie et député de la Dordogne en 1968. Il a contribué à la création des collèges d'enseignement général en 1963 et fut à ce titre nommé Commandeur de la Légion d'Honneur en 1976. Il fut maire de la commune de Saint-Avit-Sénieur de 1965 jusqu'à sa mort. Une plaque commémorative lui est dédiée sur l'esplanade en contrebas de la mairie.
- Paul Fitte (1917-1997), géologue et archéologue, a mené les fouilles du cloître durant les années 1960.

### Culture et loisirs
- Musées géologique et archéologique
- Court de tennis, stade de football
- Sentiers de randonnée aux alentours
- Salle polyvalente

Les principaux loisirs sportifs praticables dans la commune sont le football (club communal), la chasse (deux associations), la pétanque, la randonnée, l'équitation, le tennis…

## Pour approfondir